# ヴォーリャ (戦艦)
ヴォーリャ（ロシア語Воляヴォーリャ；ウクライナ語:Воляヴォーリャ）はインペラトリッツァ・マリーヤ級戦艦の1隻で、ロシア帝国で建造された戦艦である。ロシアやウクライナの海軍で運用され、戦列艦（Линейный корабль；Лінійний корабель）に分類された。艦の規模からは弩級戦艦に分類される。名称は「自由」や「意思」を意味する一般名詞である。就役当時黒海艦隊の最強艦のひとつで、一時は艦隊旗艦を務め、またウクライナ時代には海軍の旗艦であった。

## 概要

### 発注
ヴォーリャは、日露戦争後のロシアにおける海軍強化政策の一環として、バルト海のガングート級（セヴァストーポリ級）に続いて建造されたインペラトリーツァ・マリーヤ級戦艦の3番艦であった。当初の艦名は、ロシア語で「皇帝アレクサンドル3世」という意味のインペラートル・アレクサンドル3世（Император Александр Третийイムピラータル・アリクサーンドル・トリェーチイ）であった。 

### 構造
アレクサンドル3世の主兵装は52口径305 mm3連装砲で、中心線上に等間隔に4基の砲塔を搭載していた。これに加えて、舷側にケースメイト配置の130 mm副砲22基、主砲塔上面に76.2mm高角砲4基、水中発射型の魚雷発射管を船体に装備していた。
無線装置としては、10.2 kWtの海軍省1913年型無線機が搭載され、これにより700 浬の距離での交信が可能であった。
機関は、最新式の直結型タービン機関が高速型2 基と低速型2 基の計4 基が搭載され、アレクサンドル3世の場合、合わせて28,957 馬力の出力を発揮した。機関室は主砲塔弾薬庫に挟まれる様に3区画に分けられていた。ボイラー室は5区画になっており、そこに重油・石炭混焼水管缶20 基が収められた。
装甲は、舷側装甲の最大厚が267 mmであった。これは、のちに現れたオスマン帝国巡洋戦艦ヤウズ・スルタン・セリムの283 mm砲に対しては不十分な防御力であった。しかし、自艦の主砲に対しては18,000 mまで接近されなければ舷側装甲は耐える防御を持っていた。

### 建造
マリーヤ級同型艦3 隻の発注は1911年6月11日に行われ、黒海沿岸都市の各工場で順次建造に入った。その中で、アレクサンドル3世は最も遅い10月17日にニコラーエフのルッスード造船所で起工し、1914年4月2日に進水した。しかし、第一次世界大戦の勃発により建造作業は遅れ、さらにその後、アレクサンドル3世は1917年に勃発したロシア革命の影響を直接的に被った。

### 臨時政府
1917年2月に二月革命が起こると、アレクサンドル3世は他の黒海艦隊所属艦とともに臨時政府の管轄下に置かれた。4月29日には、帝政的な名称を嫌い、ロシア語で「意志」あるいは「自由」を意味するヴォーリャ（Воля）という抽象名に改称された。
竣工は1917年6月15日までずれ込んだ。ヴォーリャは、黒海艦隊の基地であったセヴァストーポリを母港とする第2機動艦隊に編入された。
竣工後最初の実戦任務となったのは、10月に実施されたアナトリア半島沿岸遊弋であった。このとき、ヴォーリャは十月革命で成立したボリシェヴィキ政府に対する警戒行動についていた。当時、ペトログラート（現在のサンクトペテルブルク）から離れたウクライナでは臨時政府派がウクライナ中央ラーダ派に次ぐ第二勢力として地位を保っており、黒海艦隊も臨時政府の影響下に置かれていた。
10月19日には、姉妹艦スヴォボードナヤ・ロシアとともにオスマン帝国海軍の軽巡洋艦ミディッリ迎撃のために外海へ出撃した。ロシア艦隊はミッディリの無線を捕捉したが、スヴォボードナヤ・ロシアが水兵のサボタージュにより戦線を離脱してしまったため、ミディッリの迎撃は失敗に終わった。

### ウクライナ
赤軍がウクライナに侵攻してウクライナ・ソヴィエト戦争が開始されると、赤軍は黒海にあった臨時政府海軍艦艇を接収した。ヴォーリャも、12月16日に赤色黒海艦隊に編入された。赤軍は、その後ウクライナの大半をその手中に収めた。1918年1月14日には、ウクライナ人民共和国政府である中央ラーダが「ウクライナ人民共和国艦隊に関する臨時法」を制定して黒海艦隊の保有を宣言しているが、ヴォーリャもこの名ばかりのウクライナ艦隊に含まれていた。
しかし、事態は目まぐるしく変化した。1918年2月9日のブレスト＝リトフスク単独講和によりウクライナ人民共和国が中央同盟国と同盟すると、赤軍の軍事的優位は瞬く間に崩れ去った。早くも3月中にウクライナ本土を回復したウクライナ人民共和国軍は、4月には赤軍の立て籠もるクリミア半島に迫った。黒海艦隊ではウクライナ化が進められ、4月22日には艦隊司令官のミハイル・サーブリン海軍少将によって「すべての船舶、クリミア半島にある港湾施設は、ウクライナ人民共和国の管轄下にあり。よって、必要箇所についてはすべて、ウクライナ国旗を掲揚すべし」とする宣言が発された。
4月29日には、全艦隊会議がヴォーリャ艦上で開かれた。そこで各艦の代表者たちの大半は、全艦船と港湾がウクライナ国旗を掲揚すること、ドイツ軍との交渉に当たる艦隊管理者にサーブリンを選出することを採択した。しかし、水雷戦隊は抗議の印として会議に出席せず、サーブリンに対してはノヴォロシースクへの出港の許可を要求した。サーブリンは水雷戦隊の出港を妨害しなかった。23時30分頃、水雷戦隊はセヴァストーポリを出港した。それに対し、ヴォーリャとスヴォボードナヤ・ロシアが威嚇射撃を行い、水雷戦隊は雷撃と戦闘準備の脅しでこれに応じた。結局、プロンジーテリヌイ、ケルチ、カリアークリヤ以下14 隻の艦隊水雷艇、4 隻の輸送船、数隻の小型高速艇がノヴォロシースクへ向けて出港した。
一方、ボリシェヴィキは扇動活動を行い、4月29日にキエフで発生したヘーチマンの政変に乗じて4月30日にはセヴァストーポリよりノヴォロシースクへ多くの艦艇を持ち去ろうと試みた。ドイツ軍が黒海艦隊に対して最後通牒を突きつけたという噂が艦隊中に広がると、艦船はウクライナ国旗や赤旗を下ろして「中立の」アンドレイ旗を掲げた。艦隊は沖合い停泊地に向けて出港を試みたが、23時にはドイツ軍の砲撃が開始された。湾に入った巡洋戦艦ゲーベンならびに防護巡洋艦ハミディイェからなるドイツ・オスマン帝国艦隊からの砲撃によって多くの艦船は出港できず、ヴォーリャとスヴォボードナヤ・ロシア、艦隊水雷艇デールスキイだけが出港に成功した。これらの艦艇は、翌5月1日に目的地であるノヴォロシースクへ到着した。
しかし、3月に中央同盟国との間に締結したブレスト＝リトフスク条約で定められた条項により、ロシア連邦共和国はセヴァストーポリにある赤軍艦艇をすべてドイツ帝国へ引き渡さなければならなかった。これに対し、ロシア連邦共和国のヴラジーミル・レーニンはすべての艦艇の自沈を命じた。これに異議を申し立てたサーブリンは艦隊司令官を罷免され。黒海艦隊艦艇上では、艦の運命を決するための絶え間ない話し合いが行われた。全体として、ウクライナ人勤務者の多かった黒海艦隊では、多くの艦艇が祖国ウクライナへの復帰を期待してセヴァストーポリへ帰還した。
こうした中、ヴォーリャ艦上では一連の激しい議論が巻き起こった。しかし、そこでもやはりウクライナに復したセヴァストーポリへの帰還を望む声が強かった。最終的に、ヴォーリャは母国へ向かった。6月19日にはセヴァストーポリに帰港し、ドイツ軍に接収された。その一方で、姉妹艦スヴォボードナヤ・ロシアは6月18日に沈没処分された。
その後、ドイツ軍はヴォーリャを自国の地中海艦隊に編入し地中海へ持ち去ることを検討したが、ウクライナ国政府は文書で艦船の返還を要求した。その結果、ヴォーリャは世界大戦の終結まで活動しないことを条件に、暫定的にウクライナ国海軍の旗艦として用いられることとなった。8月にはセヴァストーポリに沈没していた姉妹艦のインペラトルィーツャ・マリーヤが浮揚され、ニコラーエフにて修理に入った。

### 白色艦隊
しかし、ドイツの帝政が倒れると、後ろ盾を失い窮地に立たされたヘーチマン政府は11月15日、ウクライナをロシアに併合するという宣言を発した。これに伴い、セヴァストーポリにあった艦艇の多くがロシア帝国の軍艦旗である聖アンドレイ旗を掲げた。しかし、11月24日には南部ウクライナに侵攻したイギリス・フランス連合革命干渉軍がセヴァストーポリを占拠、ヴォーリャをはじめとする黒海艦隊艦艇を接収した。その結果、ヴォーリャはイギリス海軍に編入され、イギリスの指揮の下マルマラ海のイズミットへ持ち去られた。
1919年6月には、ヴォーリャはほかの多くの艦艇とともに連合国軍から白軍に引き渡されることになった。10月17日には、ヴォーリャは南ロシア軍艦隊に編入され、艦名をゲネラール・アレクセーエフ（Генерал Алексеевギニラール・アリクスィェーイェフ）と改められた。これはロシア語で「アレクセーエフ将軍」を意味する名称で、白軍の英雄を讃えた名称であった。
防護巡洋艦ゲネラール・コルニーロフなどの艦艇を引き連れてセヴァストーポリに帰還したゲネラール・アレクセーエフは、南ロシア軍黒海艦隊の指揮下、活発に実戦行動に就いた。その中で最も知られたゲネラール・アレクセーエフの作戦行動は、ドニエプル＝ブーフ潟沿岸海域において実施された反赤軍作戦への従事であった。この戦いにおいて、テンデローフスキイ沖合い泊地を占めたゲネラール・アレクセーエフは赤軍の立て籠もるオチャーコフ要塞砲台と熾烈な砲撃戦を演じた。また、この戦闘においてゲネラール・アレクセーエフは航空部隊による攻撃を受けたが、見事これを撃退した。
1920年5月11日には組織の改編に伴いロシア軍艦隊に転属し、白色艦隊の旗艦として用いられた。11月にはペレコープ＝チョンガール作戦に参加したが、白軍の敗北と撤退に伴い、11月14日にはセヴァストーポリを捨て、ロシア艦隊に加わってイスタンブールへ逃れた。同地でろくな整備も補修も受けられない本艦は急速に状態が悪化した。12月29日には、地中海に面したチュニジア北部の町ビゼルトにてフランス政府に押収され武装解除された。この時点で本艦の状態は今まで戦闘が行えたのが不思議なほどまでに酷使されていたために、フランス海軍により現地で応急処置が行われた。

### フランス
その後、4年にわたってフランス政府とソヴィエト政府との間でフランスに接収された黒海艦隊艦艇の所属を巡る論争が行われた。世界がこの問題に注目し、フランスはそれらの艦艇を自軍に加えることを断念せざるを得なくなった。尤も、フランスとしても今更弩級戦艦を一隻多く保有することや、ましてや状態の悪い廃艦一歩手前の艦艇をわざわざ整備し直してまで自軍に加えることになんら戦略的意義を見出してはおらず、問題の本質はフランス政府はいつまでソヴィエト権力の正統性を認めず反共主義の白軍を匿うのかという政治問題にあった。結局、フランスに駐留した白軍ロシア艦隊が1924年11月30日に解散するまで、フランス政府は艦船のソ連への譲渡を認めなかった。
ロシア艦隊が解隊すると、フランス政府は正式に戦艦ゲネラール・アレクセーエフがソ連政府の所有物であることを認めた。ソ連海軍はそれまで掲げられていたロシア帝国軍艦旗を下ろした。しかし、困難な国際関係はゲネラール・アレクセーエフの返還を許さなかった。また、前述されるように接収以前で既に状態の悪い本艦をソ連海軍は破損のひどさを理由として引取りを希望しなかった。ソ連にとってフランスにある艦船返還問題はソヴィエト国家の承認問題における政治的取引の材料として重要だったのであり、無事承認された今、国内に残る艦船すらほとんどを解体処分にしているような状況で、わざわざ国外にある艦船を持ち帰ることに資金と手間を費やすはずもなかった。ソ連が受け取りを拒否したため、1920年代末にはフランスの民間企業に売却され、解体の準備が始められた。
最終的に、ゲネラール・アレクセーエフは1936年にブレストで解体処分された。黒海艦隊の説明によれば、ゲネラール・アレクセーエフの砲塔はフランスのダンケルク級戦艦の建造のために供せられたとされているが、フランス側からの情報の裏づけはない。

### フィンランド
ゲネラール・アレクセーエフの一部武装は、1940年にフィンランドへ引き渡された。305 mm砲は、そこで沿岸砲として用いられた。しかし、フィンランドに送られるはずであった武装の一部は目的地まで到達せず、途中でナチス・ドイツによって接収された。そして、それらはドイツ国防軍によって大西洋岸の防禦に用いられた。

## ギャラリー

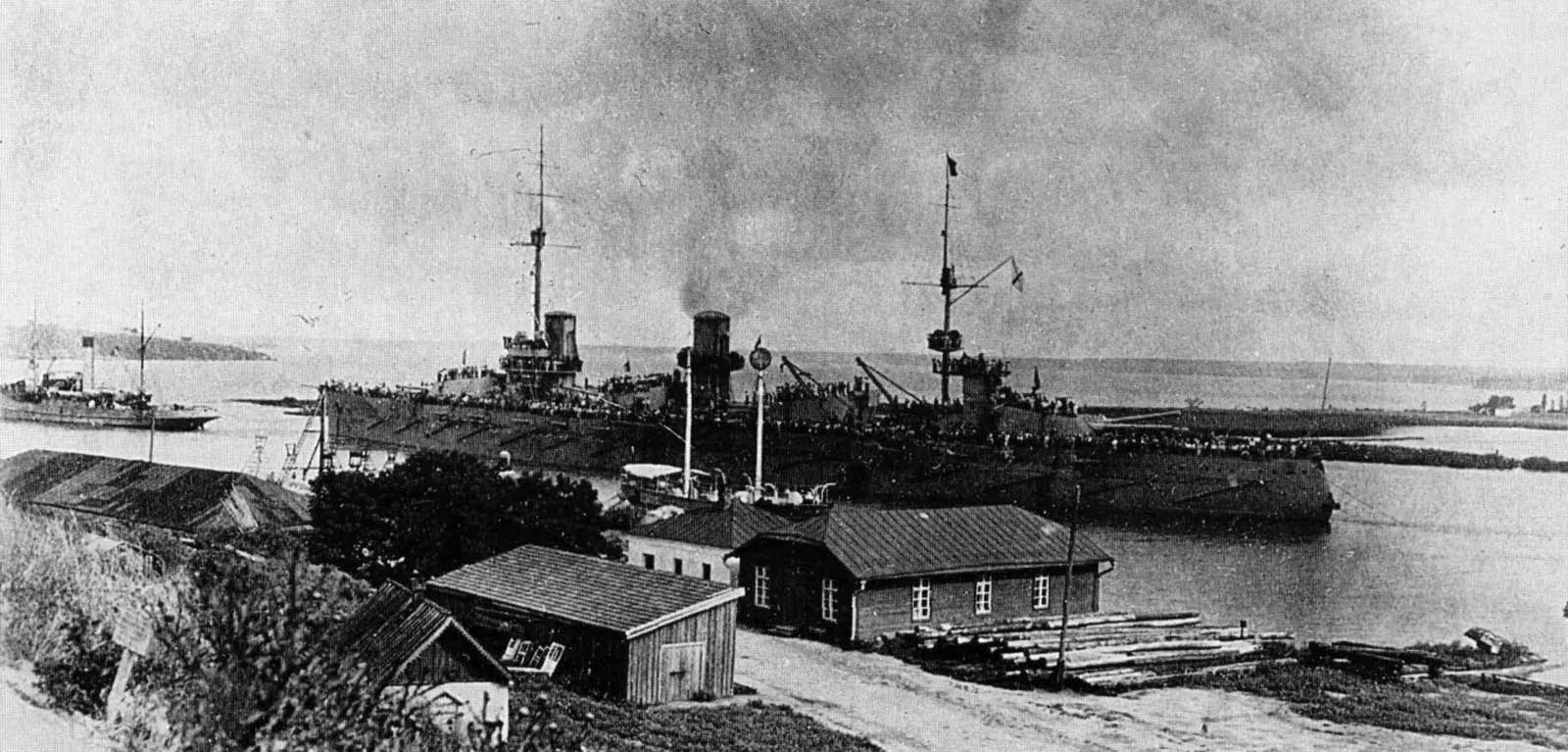
1917年7月26日、工場より出るヴォーリャ。
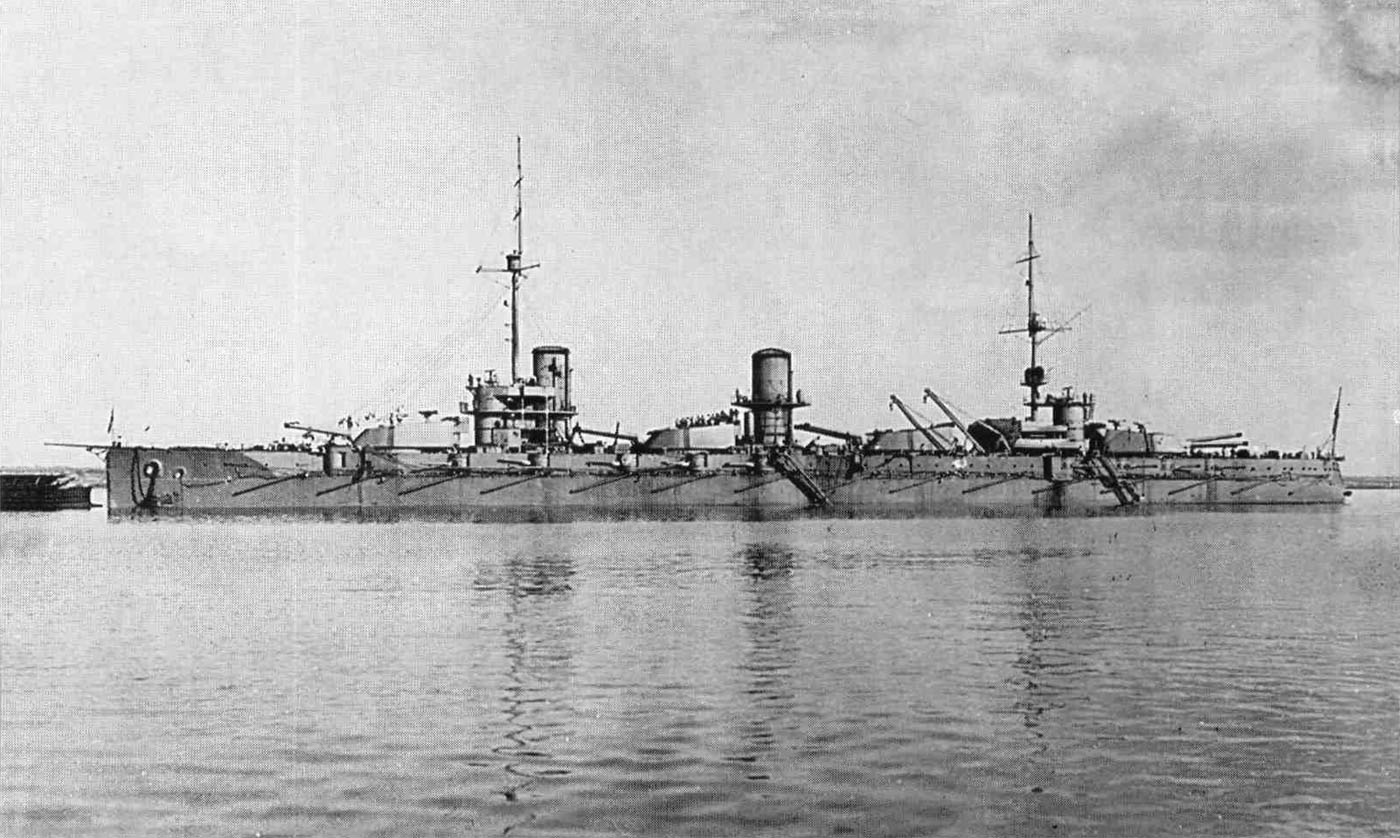
1917年、海上公試を行うヴォーリャ。
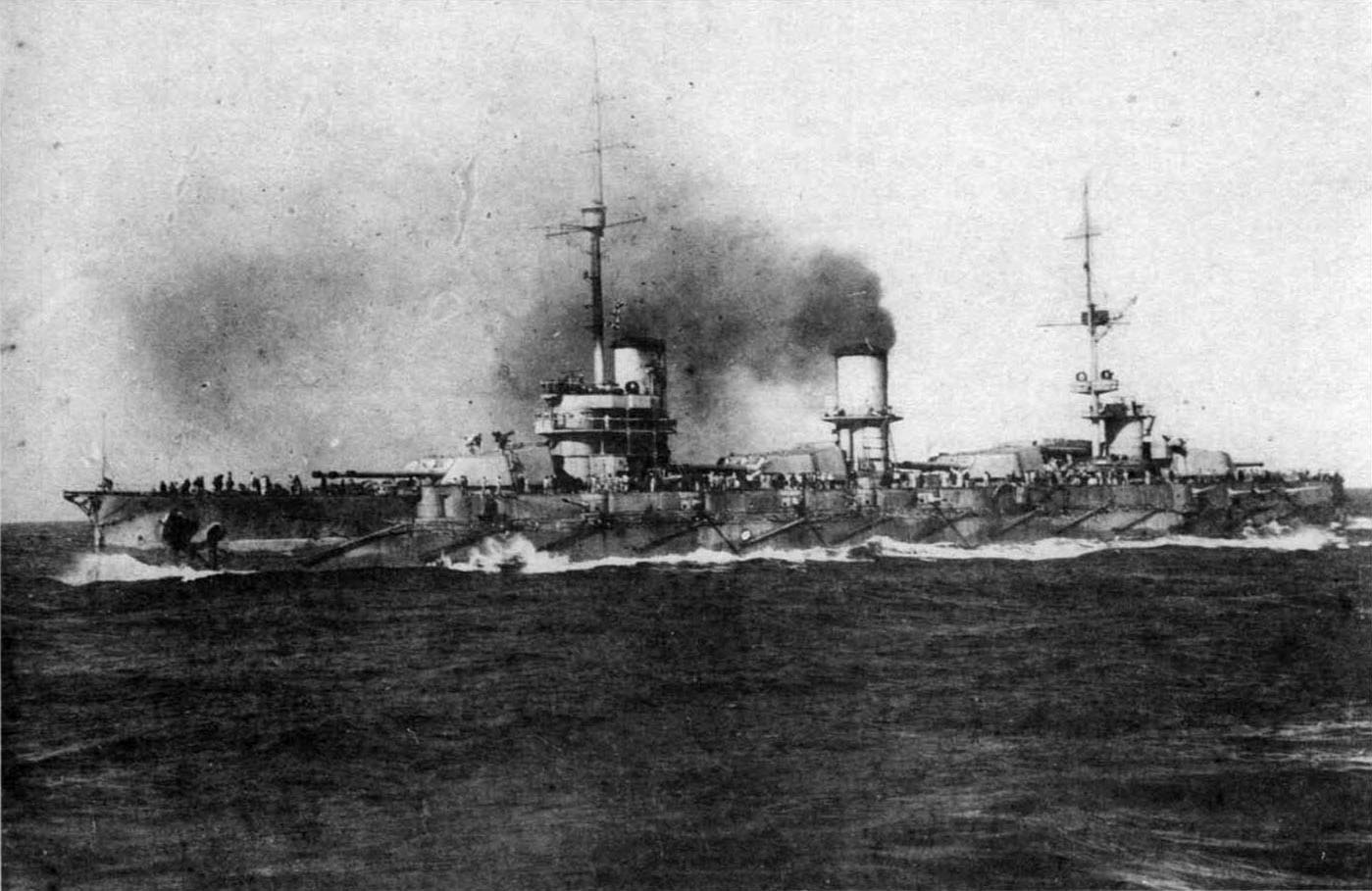
1917年、洋上のヴォーリャ。
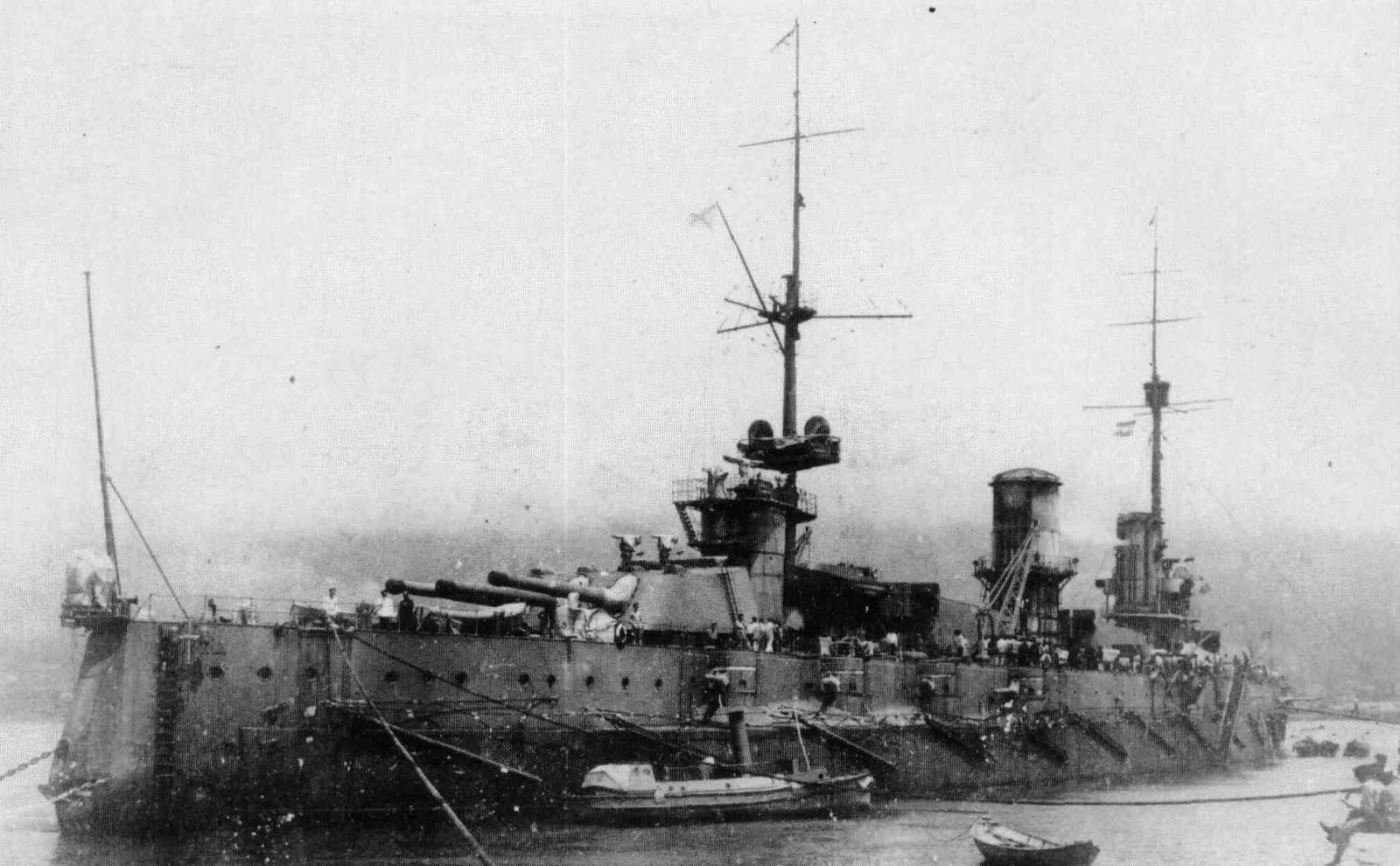
1918年、ノヴォロシースクにおけるヴォーリャ。
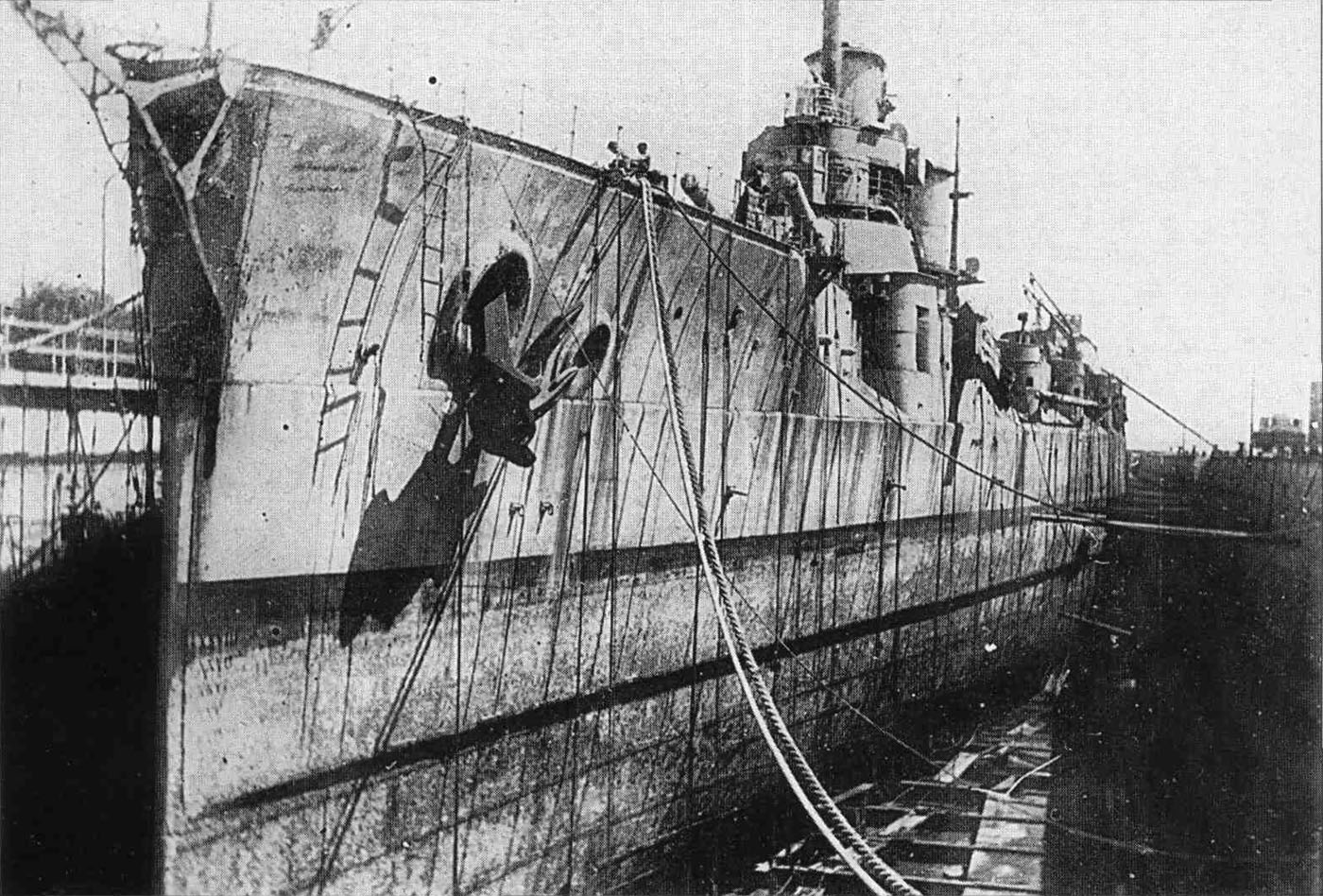
1919年に撮影された乾ドック上のゲネラール・アレクセーエフ。

## 参考図書
- 「世界の艦船増刊第35集　ロシア／ソビエト戦艦史」(海人社)